# Stade Municipal de Matoury
Stade Municipal de Matoury – wielofunkcyjny stadion w Matoury w Gujanie Francuskiej. Mieści 2000 osób. Na stadionie grają drużyny piłkarskie: AJ Balata Abriba, ASC Black Stars, ASC Remire i US Matoury.